# Yu Hexin
Det här är en artikel om en person med kinesiskt personnamn; Yu är familjenamnet.
Yu Hexin (kinesiska: 余贺新; pinyin: Yúhèxīn), född 1 januari 1996 i Guangzhou, är en kinesisk simmare.

## Karriär
Yu Hexin tävlade i tre grenar för Kina vid olympiska sommarspelen 2016 i Rio de Janeiro. Han blev utslagen i försöksheatet på 50 och 100 meter frisim samt var en del av Kinas lag som blev diskvalificerade på 4 x 100 meter frisim. Vid olympiska sommarspelen 2020 i Tokyo slutade Hexin på 19:e plats på 50 meter frisim.